# Ali Meçabih
Ali Meçabih (en arabe : علي مصابيح) est footballeur international algérien né le 2 avril 1972 à Hammam Bou Hadjar, Aïn Témouchent en Algérie. Il évoluait au poste d'attaquant.
Il compte 28 sélections en équipe nationale entre 1995 et 2003.

## Biographie
Ali Meçabih a fait ses débuts au football au sein du club de sa ville natale du USB Hammam Bouhdjar en 1984 jusqu'à 1991 en passant par toutes les catégories (des benjamins aux seniors).
Meçabih joue sa première saison en séniors avec l'USB Hammam Bouhdjar en 1990-1991, il marque 19 buts dans le championnat de l'honneur ouest (D4).
Il est transféré au club de la régional ouest (D3) le WACB Terga ou il a inscrit 22 buts, saison 1991-1992 puis toujours a Terga la saison suivante où il a marqué 21 buts. Puis il rejoint l'équipe de l'ES Mostaganem durant la saison 1993-1994 (avec 25 buts), en 1994-1995 toujours avec l'ES Mostaganem il a réussi à marquer 18 buts en championnat de deuxième division. En 1995-1996, il a signé avec le MC Oran et a marqué 7 buts durant cette saison.

## Statistiques
| Saison                | Club                  | Championnat           | Championnat | Championnat | Coupe nationale | Coupe nationale | Coupe de la Ligue | Coupe de la Ligue | Compétition(s) continentale(s) | Compétition(s) continentale(s) | Compétition(s) continentale(s) | Total | Total |
| Saison                | Club                  | Division              | M.          | B.          | M.              | B.              | M.                | B.                | Comp.                          | M.                             | B.                             | M.    | B.    |
| 1990-1991             | USB Hammam Bou Hadjar | 4                     | -           | 19          | -               | -               | -                 | -                 | -                              | -                              | -                              | 0     | 19    |
| 1991-1992             | WACB Terga            | 3                     | -           | 22          | -               | -               | -                 | -                 | -                              | -                              | -                              | 0     | 22    |
| 1992-1993             | WACB Terga            | 3                     | -           | 21          | -               | -               | -                 | -                 | -                              | -                              | -                              | 0     | 21    |
| 1993-1994             | ES Mostaganem         | 2                     | -           | 25          | -               | -               | -                 | -                 | -                              | -                              | -                              | 0     | 25    |
| 1994-1995             | ES Mostaganem         | 2                     | -           | 18          | -               | -               | -                 | -                 | -                              | -                              | -                              | 0     | 18    |
| 1995-1996             | MC Oran               | 1                     | -           | 7           | -               | -               | -                 | -                 | -                              | -                              | -                              | 0     | 7     |
| 1996-1997             | MC Oran               | 1                     | -           | 5           | -               | -               | -                 | -                 | -                              | -                              | -                              | 0     | 5     |
| 1997-1998             | MC Oran               | 1                     | -           | 1           | -               | -               | -                 | -                 | -                              | -                              | -                              | 0     | 1     |
| 1998-1999             | MC Oran               | 1                     | -           | -           | -               | -               | -                 | -                 | -                              | -                              | -                              | 0     | 0     |
| 1999-2000             | MC Oran               | 1                     | -           | 10          | -               | -               | -                 | -                 | -                              | -                              | -                              | 0     | 10    |
| 2000-2001             | FC Martigues          | 2                     | 26          | 6           | -               | -               | 1                 | 0                 | -                              | -                              | -                              | 27    | 6     |
| 2001-2002             | Grenoble Foot 38      | 2                     | 8           | 0           | -               | -               | -                 | -                 | -                              | -                              | -                              | 8     | 0     |
| 2002-2003             | MC Oran               | 1                     | 24          | 6           | -               | -               | -                 | -                 | -                              | -                              | -                              | 24    | 6     |
| 2003-2004             | USM Blida             | 1                     | 5           | 1           | -               | -               | -                 | -                 | -                              | -                              | -                              | 5     | 1     |
| 2003-2004             | USM Alger             | 1                     | 5           | 2           | -               | -               | -                 | -                 | -                              | -                              | -                              | 5     | 2     |
| 2004-2005             | USM Blida             | 1                     | 3           | 0           | -               | -               | -                 | -                 | -                              | -                              | -                              | 3     | 0     |
| 2005-2006             | MC Oran               | 1                     | 10          | 2           | -               | -               | -                 | -                 | -                              | -                              | -                              | 10    | 2     |
| 2005-2006             | CS Constantine        | 1                     | 5           | 0           | 1               | 0               | -                 | -                 | -                              | -                              | -                              | 6     | 0     |
| Total sur la carrière | Total sur la carrière | Total sur la carrière | -           | 145         | -               | -               | -                 | -                 | -                              | -                              | -                              | 0     | 145   |

## Palmarès

### Club
- Coupe d'Algérie avec le MC Oran en 1996.
- Coupe de la Ligue d'Algérie avec le MC Oran en 1996.
- Coupe arabe des vainqueurs de coupe avec le MC Oran en 1997 à Ismailia et 1998 à Beyrouth.
- Supercoupe arabe avec le MC Oran en 1999 à Damas.

### Sélection nationale
- 28 sélection (10 buts) avec l'équipe nationale algérienne.
- Participation en Coupe d'Afrique des nations 1996 et 2000 (quarts de finale).